# Horia (okręg Tulcza)
Horia – wieś w Rumunii, w okręgu Tulcza, w gminie Horia. W 2011 roku liczyła 863 mieszkańców.